# Герцог де Шон

Герб герцогов де Шон

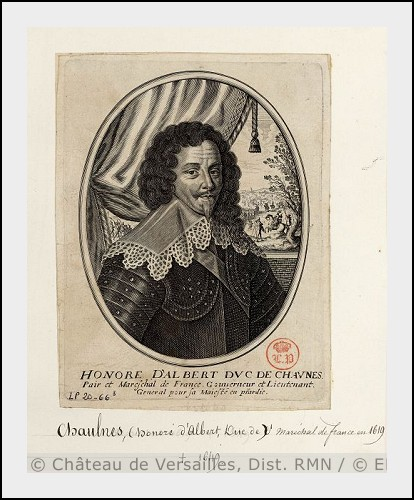
Луи-Огюст д’Альбер д’Айи

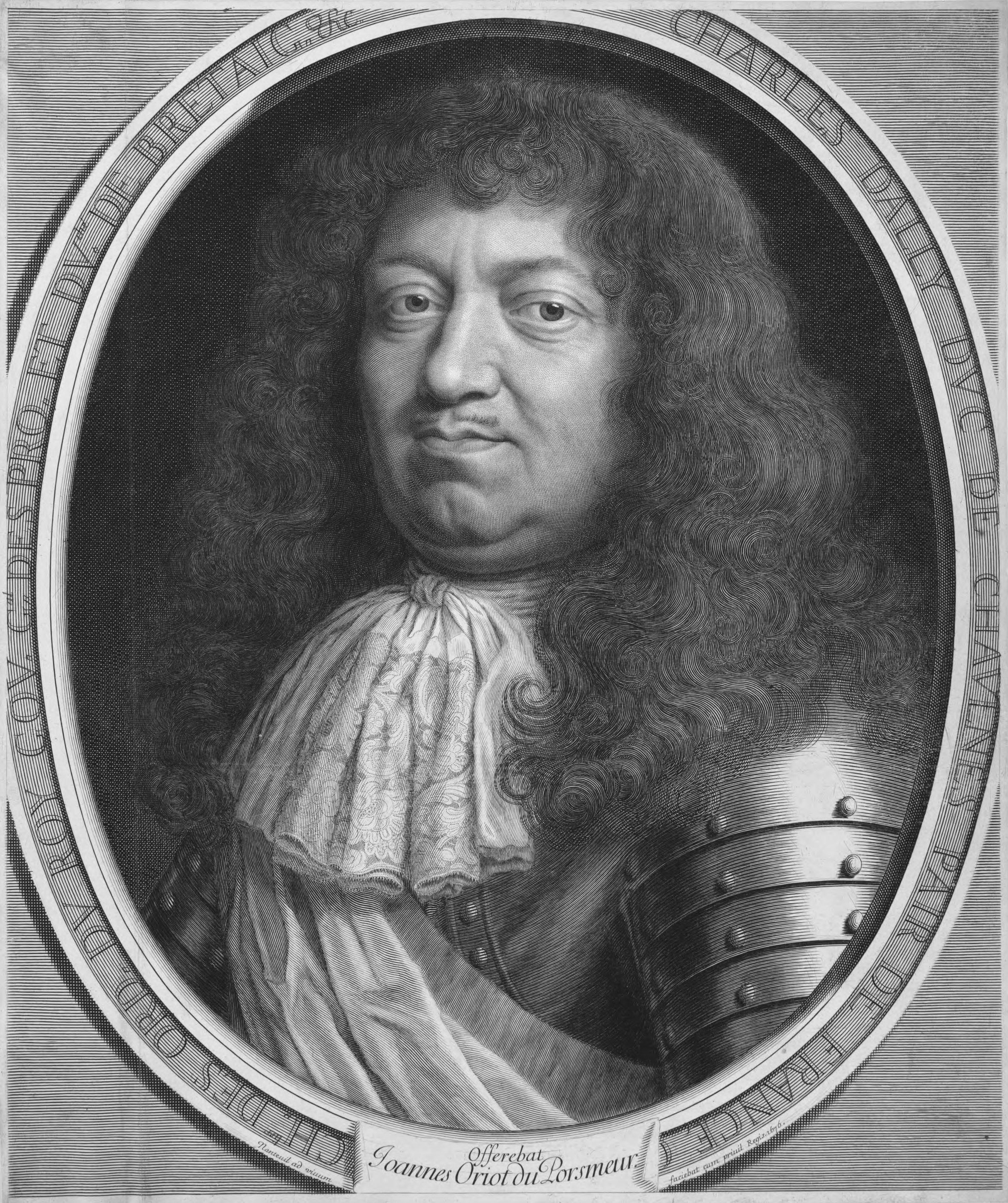
Шарль д’Альбер д’Айи, 3-й герцог де Шон

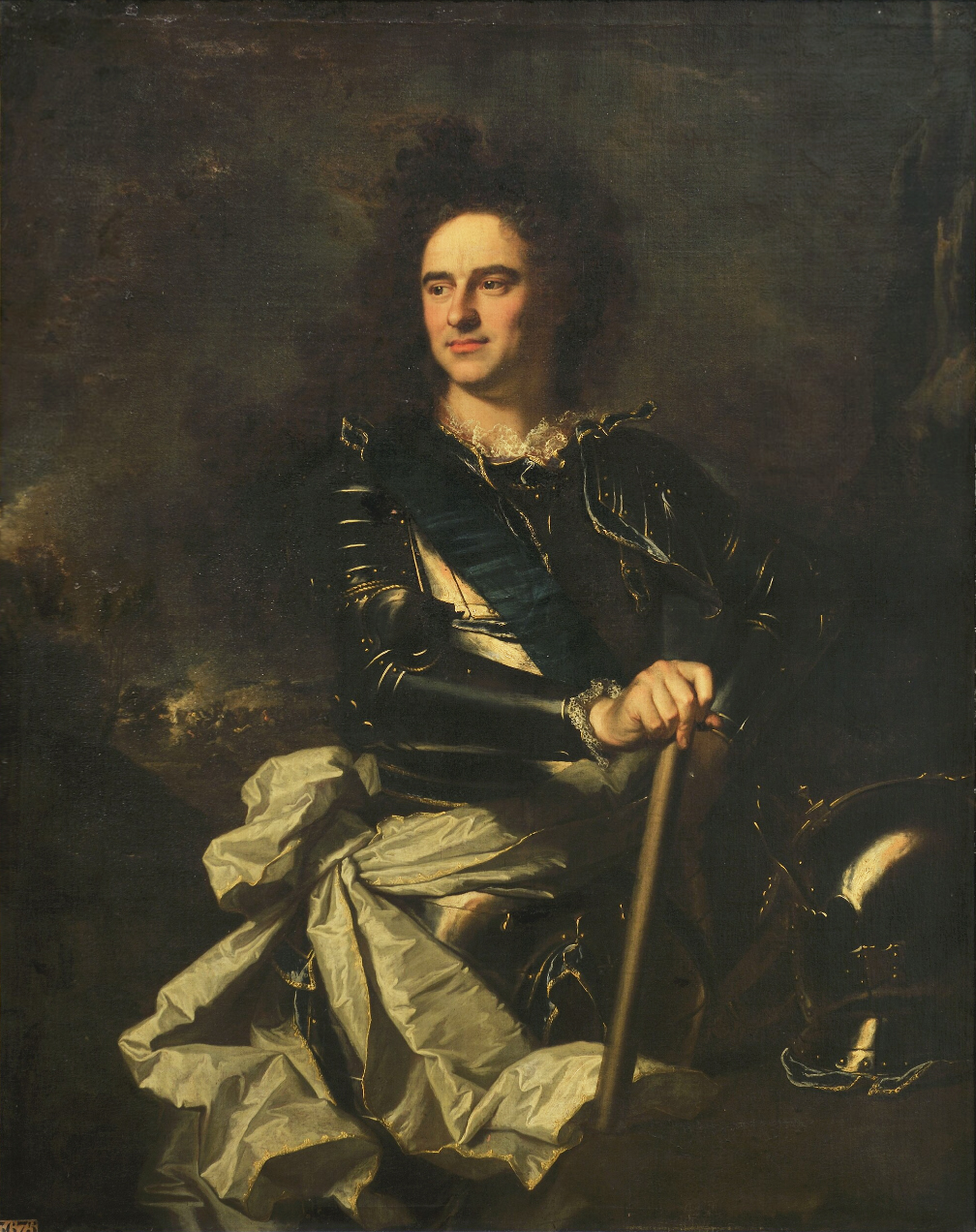
Луи-Огюст д’Альбер д’Айи (1678—1744), маршал Франции

Герцог де Шон (фр. Duc de Chaulnes) — французский аристократический титул. Он был создан в 1621 году для Оноре д’Альбера (1581—1619), младшего брата Шарля д’Альбера де Люин (1578—1621), фаворита короля Франции Людовика XIII.

## История

### Первая креация (1621)
Титул герцога де Шон для Оноре д’Альбера был создан королевским указом в январе 1621 года, 6 марта того же года титул был утвержден Парижским парламентом. Оноре д’Альбер при поддержке своего старшего брата, Шарля д’Альбера, 1-го герцога де Люина, в 1619 году получил звание маршала Франции и был известен как маршал де Кадене.
Оноре д’Альбер, 1-й герцог де Шон, 14 января 1620 года женился на Клер Шарлотте Евгении д’Айи (1606—1681), графине де Шон и сеньоре де Пикиньи, богатой наследницей дома д’Айи. По условиям брачного соглашения, Оноре д’Альбер принял имя и герб д’Айи.
У Оноре д’Альбера д’Айи было три сына и четыре дочери, двое из которых унаследовали герцогский титул:
- Анри Луи д’Альбер д’Айи (1620—1653), 2-й герцог де Шон с 1649 года. Был женат с 1646 года на Франсуазе де Нёвиль (1625—1701), дочери Николя де Нёвиля, герцога де Вильруа, и Мадлен де Креки. Бездетен.
- Шарль д’Альбер д’Айи (1625—1698), 3-й герцог де Шон с 1653 года. Был женат с 1665 года на Елизавете Ле Ферон (ум. 1699), дочери Дре Ле Ферона и вдове Жака де Стюэ де Коссада. Бездетен.

В 1698 году после смерти Шарля д’Альбера д’Айи герцогский титул прервался. Бездетный 3-й герцог де Шон завещал герцогство своим дальним родственникам, герцогам де Люин.

### Вторая креация (1711)
Луи-Огюст д’Альбер д’Айи (1678—1744), сын Шарля-Оноре д’Альбера де Люина, 3-го герцога де Люин (1646—1712), женатый на Марии-Анне де Бомануар, в 1711 году получил герцогство-пэрство Шон и стал 4-м герцогом де Шон. Ему наследовал его младший сын, Мишель Фердинан д’Альбер (1714—1769), 5-й герцог Шон (1744), герцог Пикиньи, французский государственный и военный деятель, учёный и астроном. Был женат с 1734 года на Анн-Жозефе Бонни де Ла Моссон. У них был один сын, Луи-Жозеф д’Альбер д’Айи (1741—1792), герцог де Пикиньи (1761—1769), 6-й и последний герцог де Шон (1769—1792). Был женат с 1758 года на Мари-Поль-Анжелике д’Альбер де Люин (1744—1781), дочери Мари-Шарля-Луи, 5-го герцога де Люина (1717—1771), от брака с которой детей не имел.
В 1792 году после смерти бездетного 6-го герцога де Шона герцогский титул перешел к Шарлю-Мари-Полю-Андре д’Альберу де Люину (1783—1839), 7-му герцогу де Люину, который стал 8-м герцогом де Шон. Его потомки носили этот титул до 1980 года, когда после смерти Эммануэля Теодора Бернара Мари д’Альбера де Люина д’Айи (1908—1980), 12-го герцога Шона (1908—1980), герцогский титул перешел к Жаку-франсуа-Мари-Раймону д’Альберу де Люину (род. 1946), 13-му герцогу де Шону, младшему брату Жана д’Альбера де Люина (1945—2008), 12-му герцогу де Люин.

## Список герцогов де Шон
- 1621—1649: Оноре д’Альбер (1581 — 30 октября 1649), маршал Франции, 1-й герцог де Шон, пэр Франции. Сын Оноре д’Альбера (ум. 1592), сеньора де Люина
- 1649—1653: Анри-Луи д’Альбер д’Айи (1620 — 21 мая 1653), 2-й герцог де Шон, старший сын предыдущего
- 1653—1698: Шарль д’Альбер д’Айи (1625 — 4 сентября 1698), 3-й герцог де Шон, младший брат предыдущего
- 1711—1744: Луи-Огюст д’Альбер д’Айи (22 декабря 1676 — 9 ноября 1744), 4-й герцог де Шон, младший сын Шарля-Оноре д’Альбера де Люина, 3-го герцога де Люина (1646—1712)
- 1744—1769: Мишель-Фердинан д’Альбер д’Эйи (31 декабря 1714 — 23 сентября 1769), 5-й герцог де Шон, младший (третий) сын предыдущего
- 1769—1792: Луи-Жозеф д’Альбер д’Айи (24 ноября 1741 — 23 октября 1792), 6-й герцог де Шон, единственный сын предыдущего
- 1792—1839: Шарль-Мари-Поль-Андре д’Альбер де Люин (16 октября 1783 — 20 марта 1839), 8-й герцог де Шон, а также 7-й герцог де Люин (1807—1839), единственный сын Луи-Жозефа-Шарля-Амабля д’Альбера (1748—1807), герцога де Люина и герцога де Шеврёз
- 1839—1867: Оноре-Теодорик-Поль-Жозеф д’Альбер де Люин (15 декабря 1803 — 15 декабря 1867), 8-й герцог де Люин и 9-й герцог де Шон, единственный сын предыдущего
- 1867—1881: Поль Мари Станислас д’Альбер де Люин д’Айи (16 февраля 1852 — 26 сентября 1881), 10-й герцог де Шон, также герцог де Пикиньи, младший (второй) сын предыдущего
- 1881—1908: Эмманюэль Теодор Бернар Мари д’Альбер де Люин д’Айи (10 апреля 1878 — 23 апреля 1908), 11-й герцог де Шон, также герцог де Пикиньи, единственный сын предыдущего
- 1908—1980: Эммануэль Теодор Бернар Мари II д’Альбер де Люин д’Айи (16 ноября 1908 — 5 июня 1980), 12-й герцог де Шон, также герцог де Пикиньи, единственный сын предыдущего.
- 1980 — настоящее время: Жак Франсуа Мари Раймон д’Альбер де Люин (род. 17 сентября 1946), 13-й герцог де Шон, второй сын Филиппа-Анри-Луи-Мари, герцога де Люина и де Шеврёз (1905—1993), младший брат Жана де Люина (1945—2008), 12-го герцога де Люина.